# Miguel Marqués
Pedro Miguel Marqués y García (ur. 20 maja 1843 w Palma de Mallorca, zm. 25 lutego 1918 tamże) – hiszpański kompozytor.

## Życiorys
Studiował w Paryżu, początkowo prywatnie u Jules’a Armingaud i Jeana-Delphina Alarda, następnie w Konserwatorium Paryskim u Lamberta Massarta. Zaprzyjaźnił się z Hectorem Berliozem, który udzielał mu wskazówek odnośnie instrumentacji. W 1867 roku wrócił do Hiszpanii, gdzie kontynuował studia w Madrycie u Jesúsa de Monasterio. Wykładał w Colegio de la Inclusa, był również inspektorem szkół muzycznych. Występował też jako skrzypek w Sociedad de conciertos.
Zasłynął przede wszystkim jako twórca licznych zarzuel. Ponadto skomponował 6 symfonii, stając się w ten sposób pionierem muzyki symfonicznej w Hiszpanii, w której dominowała ówcześnie włoska opera i zarzuela.